# David Willcocks
David Willcocks (Newquay, Cornualla, Gran Bretanya, 30 de desembre de 1919 - 17 de setembre del 2015) fou organista, director de cors i d'orquestra i compositor anglès.

## Biografia

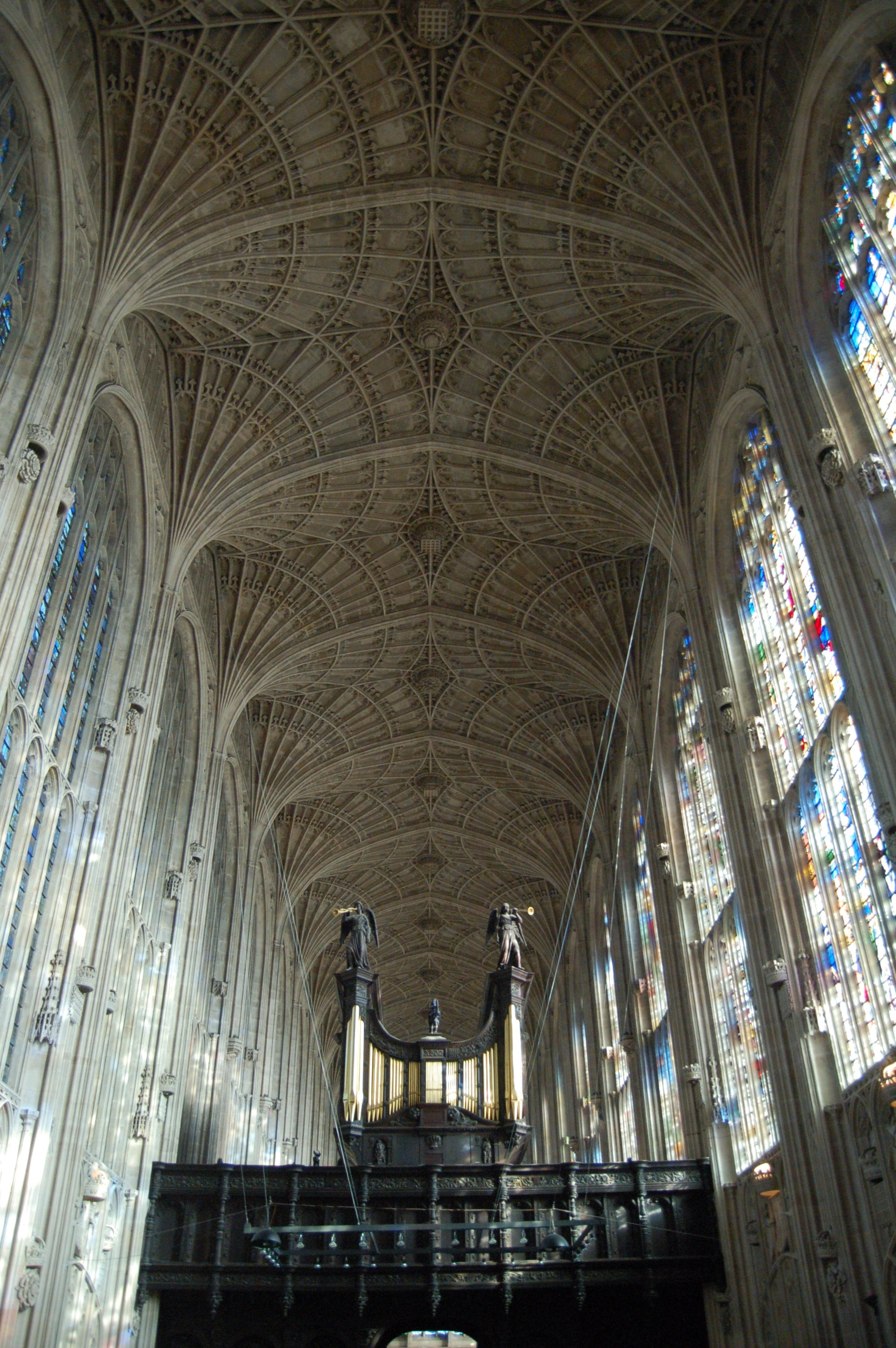
Orgue de la chapelle al King's College

Després d'estudiar orgue al King's College de Cambridge, va esdevenir el director de l'orquestra i els cors d'aquest ens des del 1957 fins al 1974.
Del 1960 al 1998 fou director musical del Cor Bach de Londres, fundat el 1875. Amb aquest cor va dirigir l'estrena a Itàlia del War Rèquiem de Benjamin Britten a Perusa, La Scala de Milà i Venècia l'any 1963 i més tard també al Japó, Hong Kong, Portugal i els Països Baixos.
Va ser director del Royal College of Music de Londres entre el 1974 i el 1984. Ha actuat freqüentment com a director d'orquestra als EUA, Canadà i Europa. També ha visitat en diverses ocasions Nova Zelanda i Austràlia, on ha ofert concerts amb l'Orquestra Simfònica de Nova Zelanda i Orquestres de la Corporació de la Radiodifusió d'Austràlia, a Hong Kong amb l'Orquestra Simfònica de Hong Kong i a Sud-àfrica dirigint els Cors i Orquestra de la Radiodifusió de Sud-àfrica.